# 타냐 웩슬러
타니아 웩슬러(Tanya Wexler, 1990년 7월 2일 ~ )는 미국의 영화 감독이다.

## 연출 작품

### 영화
- Finding North (1998)
- Relative Evil (2001)
- 히스테리아 (2011)
- 사채왕 페그(2019, Buffaloed)
- 졸트 (2021)